# Chance to Desire
„Chance to Desire” – debiutancki singel włoskiego zespołu Radiorama wydany w 1985 roku przez wytwórnie Out Records i Discomagic Records. Utwór napisali Aldo Martinelli i Simona Zanini znani wcześniej z takich projektów italo disco jak Martinelli, Raggio di Luna czy Topo & Roby. Piosenkę zaśpiewali Simona Zanini oraz Marco Bresciani (pod pseudonimem Hank Shostak). Singel okazał się sporym sukcesem, wchodząc do Top 20 szwajcarskiej listy przebojów, czego efektem była kontynuacja działalności grupy.

## Lista utworów

### Wydanie na 7"[2]
A. „Chance to Desire (Vocal Version)” – 4:16
B. „Chance to Desire (Instrumental Version)” – 4:30

### Wydanie na 12"[3]
A. „Chance to Desire (Vocal Version)” – 7:55
B. „Chance to Desire (Instrumental Version)” – 6:20

### Włoskie wydanie na 12" (Remix)[4]
A. „Chance to Desire (Special Remix)” – 7:07
B. „Chance to Desire (Radio Version)” – 6:20

### Hiszpańskie wydanie na 12" (Remix)[5]
A. „Chance to Desire (Remix)” – 7:07
B. „Chance to Desire (Radio Version)” – 3:50

## Listy przebojów (1985)
| Państwo                      | Najwyższa pozycja |
| ---------------------------- | ----------------- |
| Szwajcaria (Singles Top 100) | 18                |

## Autorzy[7]
- Muzyka: Aldo Martinelli
- Autor tekstów: Simona Zanini
- Śpiew: Simona Zanini, Hank Shostak
- Producent: Marco Bresciani, Paolo Gemma